# Erebophasma vittata
Erebophasma vittata là một loài bướm đêm trong họ Noctuidae.